# Mikel Iturria
Mikel Iturria Segurola (Urnieta, Guipúscoa, 16 de março de 1992) é um ciclista profissional espanhol que desde 2020 corre para a equipa Euskaltel-Euskadi.
Em 2015 conseguiu grandes vitórias no campo amador como por exemplo uma etapa da Volta a Toledo ou o geral final da Volta a Navarra. Estes resultados valeram-lhe para fichar pelo conjunto continental Murias Taldea.
Em 2019 conseguiu sua primeira vitória como ciclista profissional depois de ganhar a 11.ª etapa da Volta a Espanha de 2019 com final em Urdax.

## Palmarés
- 2019
  - 1 etapa da Volta a Espanha

## Resultados em Grandes Voltas
| Corrida | Corrida         | 2016 | 2017 | 2018  | 2019 | 2020 | 2021 | 2022 |
| ------- | --------------- | ---- | ---- | ----- | ---- | ---- | ---- | ---- |
|         | Giro d'Italia   | —    | —    | —     | —    | —    | —    | —    |
|         | Tour de France  | —    | —    | —     | —    | —    | —    | —    |
|         | Volta a Espanha | —    | —    | 103.º | 87.º | —    | 60.º | 93.º |

—: não participa

Ab.: abandono